# Johann Daniel Dorsten

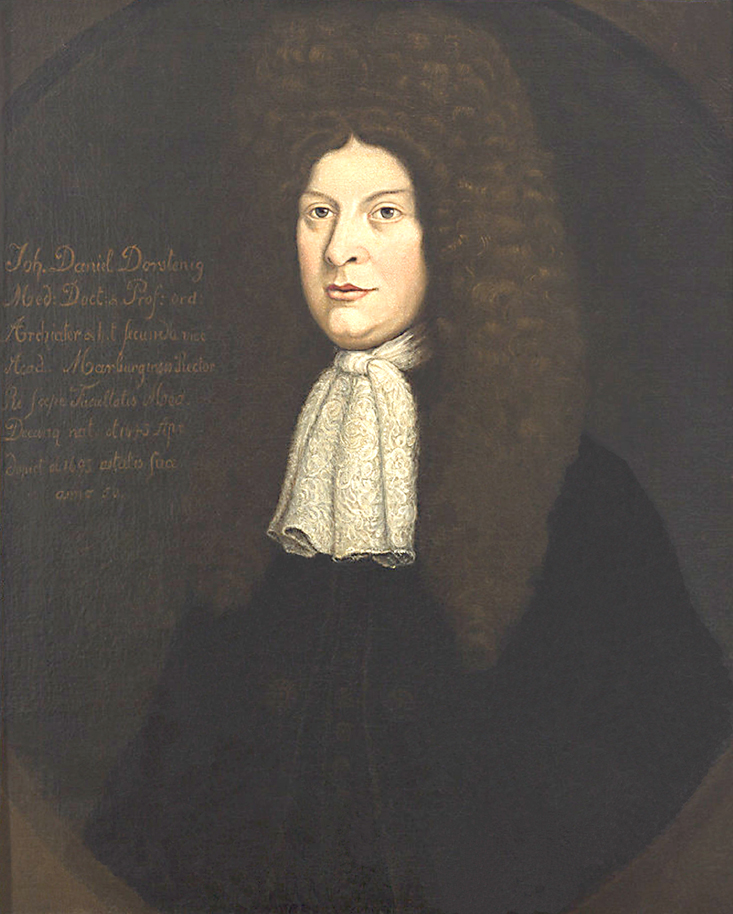
Porträt von 1693

Johann Daniel Dorsten auch: Dorstenius, (* 20. April 1643 in Marburg; † 20. September 1706 ebenda) war ein deutscher Leibarzt, Professor der Medizin und Physik an der Universität Marburg und Mitglied der Gelehrtenakademie „Leopoldina.“

## Leben
Johann Daniel wurde als Sohn des Marburger Bürgers Daniel Dorstenius und dessen Frau Dorothea(geb. Scephalien) geboren. Nach dem Besuch der Schule und des Pädagogiums in Marburg, begann er 1661 ein Studium an der Universität seiner Geburtsstadt. Hier wurde er Doktor der Medizin, 1673 außerordentlicher Professor und 1678 ordentlicher Professor der Medizin daselbst. Ab 1689 war Leibarzt des Landgrafen von Hessen-Kassel und übernahm 1695 zudem die Professur der Physik an der Universität Marburg.
Er war Dekan der Medizinischen Fakultät. In den Jahren 1689, 1693, 1701 und 1702 war er Rektor der Universität Marburg. Er nannte sich ausdrücklich ordentlicher Professor der Anatomie, Chirurgie und Botanik. Am 18. Juni 1684 wurde Johann Daniel Dorstenius mit dem Beinamen AVERRHOES als Mitglied (Matrikel-Nr. 120) in die Leopoldina aufgenommen.
Dorsten war zweimal verheiratet. Seine erste Ehe schloss er am 25. Juni b1667 mit Anna Marie Sauer (* 6. Februar 1649; † 5. Februar 1700), die Tochter des Kriminalgerichtsassessors in Marburg Georg Sauer. Seine zweite Ehe ging er am 17. Mai 1701 mit Magdalene Elisabeth Schäffer († 1745), die Tochter des Regierungsrats in Marburg Sebastian Reinhard Schäffer, die Witwe des Militärs Valentin Goclenius. Die Ehen blieben kinderlos.

## Werke (Auswahl)
- Disputatio Iatrica Inauguralis De Phthisi. Marburg 1667 (Digitalisat)
- Positiones anatomicae. Marburg 1675
- Dissertatio Medico-Botanico Exhibens Rei Herbariae Commentationem. Resp. Johann Bernhard Jegen (* Zweibrücken). Marburg 1675 (Digitalisat)
- Galaxiae Exhibitio sive Disputatio Anatomica De Ductu Thoracico Chylifero. Marburg 1678 (Digitalisat)
- Disputatio Botanica De Tabaco Toback. Resp. Conrad Reinhard Michsack (* Münchhausen/Hessen). Marburg 1682 (Digitalisat)
- Disputatio Medica De Succi Nutritii Statu Naturali & Praeternaturali. Resp. Johann Wilhelm Otto Eggers (* Wiedenbrück/Westphalen). Marburg 1683 (Digitalisat)
- Exercitatio Anatomica De Monstro Humano Nupero. Resp. Carl Philipp Lombardi (* 1. April 1663 in Marburg). Marburg 1684 (Digitalisat)
- Disputatio Inauguralis Medica De Vulneribus In Genere. Resp. Johann Wilhelm Otto Eggers. Marburg 1685 (Digitalisat)
- Diatriba Inauguralis De Acidularum Usu Earundemque Vero Operandi Modo. Resp. Martin Harmes.[1] Marburg 1685 (Digitalisat)
- Disputatio Medica Inauguralis De Paralysi. Resp. Carl Philipp Lombardi. Marburg 1686 (Digitalisat)
- Diatriba Inauguralis De Purgantium De Foro Medico Proscriptione. Resp. Cristian Kurschner.[2] Marburg 1687 (Digitalisat)
- Dissertatio Inauguralis Medica De Paedarthrocace. Resp. Johann Philipp Kuhn. Marburg 1697 (Digitalisat)